# Частотная модуляция

Сигнал может модулировать амплитуду (АМ) или частоту (ЧМ) несущего колебания

Пример частотной модуляции

Часто́тная модуля́ция (ЧМ, FM — англ. frequency modulation) — вид аналоговой модуляции, при которой модулирующий сигнал управляет частотой несущего колебания. По сравнению с амплитудной модуляцией здесь амплитуда остаётся постоянной.

## История
Изобретателем системы передачи сигналов методом частотной модуляции считается Корнелиус Д. Эрет (США, 1902 год), но в течение почти 30 лет это изобретение не находило практического применения. В 1933 году американский радиоинженер Эдвин Армстронг предложил использовать широкополосную ЧМ для радиовещания, получив к этому времени четыре патента по результатам своих экспериментов с ЧМ. Армстронг уже в 1920-х годах занимался проблемой помех в радиоприёмниках. До этого, в 1914 году он запатентовал регенеративный радиоприёмник, в 1918 году — супергетеродинный и в 1922 году — сверхрегенеративный. Демонстрация радиосвязи с использованием ЧМ состоялась 5 ноября 1935 года в Институте радиоинженеров (предшественник IEEE) в Нью-Йорке, где Армстронг выступил с докладом на тему «Способ уменьшения нарушений радиосвязи системой частотной модуляции».
Имеются сведения, что 5 октября 1924 года профессор Михаил Александрович Бонч-Бруевич на научно-технической беседе в Нижегородской радиолаборатории сообщил об изобретённом им новом способе радиотелефонирования, основанном на изменении периода колебаний. Демонстрация передачи и приёма звуков производилась на лабораторной модели на частоте выше диапазона длинных волн. При этом демонстрировался приём без помех от искрящего электродвигателя, работавшего рядом с приёмником.

## Определение
Пусть
- {\displaystyle u_{m}(t)} — информационный (модулирующий) сигнал,
- {\displaystyle u_{c}(t)=A_{c}\cos(2\pi f_{c}t)} — несущий (модулируемый) сигнал (несущее колебание).

При частотной модуляции частота радиосигнала прямо пропорциональная модулирующему сигналу:
{\displaystyle f(t)=f_{c}+D_{f}u_{m}(t)}.
Тогда модулированный сигнал математически задаётся функцией:
{\displaystyle {\begin{aligned}u(t)&=A_{c}\cos \left(2\pi \int \limits _{0}^{t}f(\tau )d\tau \right)=\\&=A_{c}\cos \left(2\pi \int \limits _{0}^{t}\left[f_{c}+D_{f}u_{m}(\tau )\right]d\tau \right)=\\&=A_{c}\cos \left(2\pi f_{c}t+D_{f}\int \limits _{0}^{t}u_{m}(\tau )d\tau \right).\\\end{aligned}}}
где {\displaystyle D_{f}} — константа, {\displaystyle A_{c}} — амплитуда модулируемого сигнала.
Девиацией частоты называется наибольшее отклонение частоты радиосигнала от несущей {\displaystyle \Delta f=D_{f}\max\{u_{m}(t)\}}. Индексом частотной модуляции называется отношение девиации частоты к частоте модулирующего сигнала, в предположении что модулирующий сигнал гармонический: {\displaystyle u_{m}(t)=U_{m}\cos(2\pi Ft)}.   
Хотя большая часть передаваемой энергии приходится на отрезок частот {\displaystyle [f_{c}-\Delta f,f_{c}+\Delta f]}, используя Фурье-анализ можно показать, что спектр ЧМ-сигнала в действительности неограничен, но амплитуда его компонентов, соответвующих большим значениям частоты уменьшается — этими компонентами в практических устройствах обычно пренебрегают.

## Применение
ЧМ применяется для высококачественной передачи звукового (низкочастотного) сигнала в радиовещании — широкополосная ЧМ, для звукового сопровождения телевизионных программ, передачи сигналов цветности в телевизионном стандарте SECAM, видеозаписи на магнитную ленту, музыкальных синтезаторах. В радиосвязи применяется узкополосная ЧМ с небольшой девиацией частоты несущего сигнала.